# Benton County (Oregon)
Benton County ist ein County im US-Bundesstaat Oregon der Vereinigten Staaten. Bei der Volkszählung im Jahr 2000 hatte das County 78.153 Einwohner und eine Bevölkerungsdichte von 45 Einwohnern pro Quadratkilometer. Der Verwaltungssitz (County Seat) ist Corvallis. Benannt ist das County nach dem Senator Thomas Hart Benton.

## Geographie
Das County hat eine Fläche von 1759 Quadratkilometern, wovon 6 Quadratkilometer Wasserflächen sind. Es grenzt im Süden an Lane County, im Osten an Linn County, im Westen an Lincoln County und im Norden an Polk County. Das County wird vom Office of Management and Budget zu statistischen Zwecken als Corvallis, OR Metropolitan Statistical Area geführt.
Im County befindet sich die William L. Finley National Wildlife Refuge und Teile des Siuslaw National Forest.

## Geschichte
Das County wurde am 23. Dezember 1847 gegründet und nach dem Politiker Thomas Hart Benton benannt, der knapp 30 Jahre lang Senator für Missouri war.
56 Bauwerke und Stätten des Countys sind im National Register of Historic Places (NRHP) eingetragen (Stand 7. Juni 2018).

## Demografische Daten

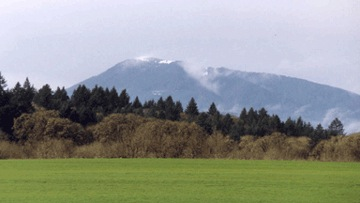
Marys Peak in der Central Oregon Coast Range

Nach der Volkszählung im Jahr 2000 lebten im County 78.153 Menschen. Es gab 30.145 Haushalte und 18.237 Familien. Die Bevölkerungsdichte betrug 45 Einwohner pro Quadratkilometer. Ethnisch betrachtet setzte sich die Bevölkerung zusammen aus 89,16 % Weißen, 0,84 % Afroamerikanern, 0,79 % amerikanischen Ureinwohnern, 4,49 % Asiaten, 0,24 % Bewohnern aus dem pazifischen Inselraum und 1,92 % Prozent aus anderen ethnischen Gruppen; 2,56 % stammten von zwei oder mehr ethnischen Gruppen ab. 4,66 % der Bevölkerung waren spanischer oder lateinamerikanischer Abstammung.
Von den 30.145 Haushalten hatten 28,40 % Kinder und Jugendliche unter 18 Jahre, die bei ihnen lebten. 50,40 % waren verheiratete, zusammenlebende Paare, 7,20 % waren allein erziehende Mütter. 39,50 % waren keine Familien. 26,10 % waren Singlehaushalte und in 6,70 % lebten Menschen im Alter von 65 Jahren oder darüber. Die Durchschnittshaushaltsgröße betrug 2,43 und die durchschnittliche Familiengröße lag bei 2,95 Personen.
Auf das gesamte County bezogen setzte sich die Bevölkerung zusammen aus 21,30 % Einwohnern unter 18 Jahren, 20,20 % zwischen 18 und 24 Jahren, 26,70 % zwischen 25 und 44 Jahren, 21,40 % zwischen 45 und 64 Jahren und 10,30 % waren 65 Jahre alt oder darüber. Das Durchschnittsalter betrug 31 Jahre. Auf 100 weibliche Personen kamen 99,10 männliche Personen, auf 100 Frauen im Alter ab 18 Jahren kamen statistisch 97,80 Männer.

Das jährliche Durchschnittseinkommen eines Haushalts betrug 41.897 USD, das Durchschnittseinkommen der Familien betrug 56.319 USD. Männer hatten ein Durchschnittseinkommen von 42.018 USD, Frauen 29.795 USD. Das Prokopfeinkommen betrug 21.868 USD. 14,60 % der Bevölkerung und 6,80 % der Familien lebten unterhalb der Armutsgrenze. 10,60 % davon waren unter 18 Jahre und 4,90 % waren 65 Jahre oder älter.

## Städte und Ortschaften
| - Adair Village - Albany (part) - Corvallis (county seat) - Monroe - Philomath - Alpine - Alsea - Bellfountain - Blodgett - Kings Valley - Summit - Alder - Dawson - Dry Creek - Flynn - Glenbrook - Greenberry - Harris - Hoskins - Lewisburg - Noon - Wren |